# Sedilo
Sedilo é uma comuna italiana da região da Sardenha, província de Oristano, com cerca de 2.445 habitantes. Estende-se por uma área de 68 km², tendo uma densidade populacional de 36 hab/km². Faz fronteira com Aidomaggiore, Bidonì, Dualchi (NU), Ghilarza, Noragugume (NU), Olzai (NU), Ottana (NU), Sorradile.